# Apti Auchadow
Apti Chamzatowicz Auchadow (ros. Апти Хамзатович Аухадов; ur. 18 listopada 1992 w Urus-Martan) – rosyjski sztangista, dwukrotny medalista mistrzostw świata i Europy.

## Kariera
Pierwszy sukces w karierze osiągnął w 2009 roku, kiedy zdobył srebrny medal na mistrzostwach Europy juniorów w Landskronie. Rok później zwyciężył na mistrzostwach świata juniorów w Sofii. W 2011 roku zajął drugie miejsce w wadze lekkociężkiej (do 85 kg) na mistrzostwach Europy w Kazaniu, przegrywając tylko ze swym rodakiem Aleksiejem Jufkinem. Na rozgrywanych dwa lata później mistrzostwach świata we Wrocławiu zdobył złoty medal, pokonując Bułgara Iwana Markowa i kolejnego Rosjanina, Artioma Okułowa. W 2013 roku zwyciężył także na mistrzostwach Europy w Tiranie. Kolejny medal zdobył w 2015 roku, zajmując trzecie miejsce podczas mistrzostw Europy w Houston. Uplasował się tam za Okułowem i Kianoushem Rostamim z Iranu.
W 2012 roku Auchadow wystartował na igrzyskach olimpijskich w Londynie, gdzie zdobył srebrny medal. Uzyskał tam 385 kg w dwuboju, tyle samo co Polak Adrian Zieliński, przegrał jednak masą ciała. W październiku 2016 roku Rosjanin został zdyskwalifikowany za stosowanie dopingu (turinabol) i zobowiązany do zwrotu medalu.

## Wyniki
| Rok  | Zawody               | Miasto  | Miejsce | Kategoria | Wynik  |
| ---- | -------------------- | ------- | ------- | --------- | ------ |
| 2011 | Mistrzostwa Europy   | Kazań   | 2.      | 85 kg     | 385 kg |
| 2012 | Igrzyska olimpijskie | Londyn  | DSQ     | do 85 kg  | 385 kg |
| 2013 | Mistrzostwa Europy   | Tirana  | 1.      | 85 kg     | 388 kg |
| 2013 | Mistrzostwa świata   | Wrocław | 1.      | 85 kg     | 387 kg |
| 2015 | Mistrzostwa świata   | Houston | 3.      | do 85 kg  | 380 kg |